# Snoopy, Come Home

Snoopy, Come Home est un film musical d'animation sorti en 1972 réalisé par Bill Meléndez, et basé sur la bande dessinée Peanuts. Les chansons sont de Richard M. Sherman et Robert B. Sherman. Le film marque les débuts à l'écran du personnage  Woodstock, qui était apparu dans la bande dessinée en 1967.

## Synopsis
Snoopy est obligé de s'en aller, et ses amis lui font une fête d'adieu. Quand il revient, tout le monde est content.